# Houseworks
Houseworks (auf Deutsch Hausarbeiten) ist ein Schweizer House-Label. Es gehört zur Global Productions GmbH Hier stehen DJs wie Remady, Houseshaker, Ian Carey oder DJ Smash unter Vertrag.

## Geschichte
Das Label wurde 1999 vom Schweizer House-DJ Antoine Konrad gegründet.
Seit der Gründung bis 2006 brachte DJ Antoine jedes Jahr eine Remix-Album heraus, die es teilweise bis in die Top Ten der Schweizer Album- und Kompilations-Charts schafften. Jedoch wurden seit Antoines Vertrag mit Kontor Records sämtliche Projekte abgebrochen, darunter die Remix-CDs. Seitdem wirkte das Label ausschließlich bei CD-Veröffentlichungen mit.
Es ist nach eigenen Angaben das erfolgreichste Label der Schweiz. Es hat über 100 CDs veröffentlicht. Die erste CD war Global Brothers (DJ Antoine & Mad Mark) - Phunky Baguette. Ein verwandtes Label von Houseworks heißt Houseworks Model Edition.

## Die Bedeutung der Marke
Die Marke von Houseworks ist eine Wort-Bild-Marke. Der Kreis symbolisiert die (kreisförmigen) CDs, das Haus symbolisiert den Musikstil House.

## DJs und Produzenten von Houseworks
Die DJs wie Remady, Houseshaker, Doc Phatt, Wendel Kos, Ian Carey, Chriss Ortega & Thomas Gold, DJ Sign, DJ Prom, DJ Smash, Funky Junction, Splashfunk und Eddie Thoneick wurden/waren unter Vertrag genommen und haben für Houseworks Remixe und CDs produziert.